# Гибсонтон (Флорида)
Гибсонтон (енгл. Gibsonton) насељено је место без административног статуса у америчкој савезној држави Флорида.

## Демографија
По попису из 2010. године број становника је 14.234, што је 5.482 (62,6%) становника више него 2000. године.
| Група             | 2000.         | 2010.         |
| Белци             | 6.835 (78,1%) | 7.948 (55,8%) |
| Афроамериканци    | 119 (1,4%)    | 1.805 (12,7%) |
| Азијати           | 63 (0,7%)     | 253 (1,8%)    |
| Хиспаноамериканци | 1.576 (18,0%) | 3.969 (27,9%) |
| Укупно            | 8.752         | 14.234        |